# 吳听徹
吳听徹（Chris Wu，1986年6月8日—），台灣創作型歌手。童年學習木笛，雙簧管。之後自學了吉他，鋼琴，大提琴。中學期間赴英國求學，並於當地開始音樂創作。由於接觸了大量古典音樂和樂理，他的作曲風格工整完美，將大量跨接古典元素應用于流行音樂之中。作詞上使用特殊的角度切入點，略顯消極的態度來演繹情感故事。

## 獲獎紀錄
- 入圍2008年第19屆金曲獎最佳新人獎

## 個人唱片
| 發行日期       | 發行公司 | 類型 | 名稱     |
| -------------- | -------- | ---- | -------- |
| 2007年12月31日 | 喜馬拉雅 | 專輯 | 徹夜未眠 |
| 2008年12月31日 | 擎天娛樂 | 專輯 | 色烈芬   |

## 曲詞創作
- 〈黑色翅膀〉何潤東《好想說愛你》專輯
- 〈不要你的我〉利得彙《不要你的我》EP
- 〈另一個天使〉利得彙《不要你的我》EP
- 〈58°寂寞〉符瓊音《CHIC》EP
- 〈忘記我〉符瓊音《很久沒哭了》專輯

## 外部連結
- 吳徹的部落格（页面存档备份，存于）